# Organització Revolucionària dels Moros
L'Organització Revolucionària dels Moros (Moro Revolutionary Organization, MRO o MORO) fou un moviment polític i militar de les Filipines derivat de la the MCCCP (Moro Commission of the Communist Party of the Philippines) establerta com a grup separat del Partit Comunista vers 1984. Va tenir poca implantació a Mindanao.
Va col·laborar amb el RNRC (Ranao Norte Revolutionary Committee), grup radical format pels maranaos de Mindanao escindits del Front d'Alliberament Nacional Moro (MNLF) de Nur Misuari, i amb el MNRDF (Moro National Revolutionary Democratic Front), una altra organització radical sorgida també del MNLF.
L'organització va desaparèixer als anys noranta i fou restaurada el 2005 sota el nom d'Organització de Resistència i Alliberament dels Moros (Moro Resistance and Liberation Organization, MRLO).